# Myersina adonis
Myersina adonis är en fiskart som beskrevs av Koichi Shibukawa och Ukkrit Satapoomin 2006. Myersina adonis ingår i släktet Myersina och familjen smörbultsfiskar. Inga underarter finns listade i Catalogue of Life.